# Arboreto de la Penn State
El Arboreto de la Penn State (en inglés: The Arboretum at Penn State) que alberga también el antiguo H.O. Smith Botanic Gardens, es un arboreto y jardín botánico de 1,60 km² (395 acres) de extensión, distribuido en el campus de la Universidad Estatal de Pensilvania en State College, Pensilvania. 
Siendo el segundo arboreto creado en la Penn State, siendo el otro el Arboreto de la Penn State Behrend, que fue creado en 2003.

## Localización
The Arboretum at Penn State Pennsylvania State University, University Park-Bigler Road, State College, Centre county Pensilvania PA 16802 United States of America-Estados Unidos de América
Planos y vistas satelitales40°48′18.19″N 77°51′50.72″O / 40.8050528, -77.8640889.
Es visitable por el público en general sin cargo alguno.

## Historia
El plan maestro del arboreto se desarrolló a partir de 1996 a 1999 por la empresa "Sasaki Associates". 
Los planes específicos para el paisaje y el jardín botánico y sus instalaciones asociadas se completaron en 2002 por la firma MTR Architects LLC Paisaje, y el primer árbol, un roble blanco (Quercus alba) fue dedicado en 2005. 
Se necesitaba un donativo de $10 millones para la construcción del Arboreto, y este donativo se recibió gracias a Charles H. "Skip" Smith el 18 de mayo de 2007. 
La construcción de la Fase I del "H.O. Smith Botanic Gardens", nombrado en honor del padre del Sr. Smith, fue terminada en el otoño de 2009, y los jardines estaban dedicados oficialmente el 25 de abril de 2010.

## Colecciones
Actualmente el arboreto ý jardín botánico está en desarrollo, siendo visitable:
- H.O. Smith Botanic Gardens (Jardín botánico H.O. Smith) este se encuentra adyacente al parque del campus en la intersección de Park Avenue con Bigler Road. Su Fase I, que fue construida en 2009 sobre una extensión de aproximadamente 35 acres, contiene más de 17.000 plantas individuales que representan a más de 700 especies.
- Hosler Oak(Roble Hosler) - En primer árbol plantado oficialmente en el Arboreto, con la intención de honrar al meteorólogo Charles L. Hosler
- Hybrid Chestnut Seed Orchard (Huerto de castaños híbridos de simiente)- Una iniciativa de cooperación entre la Universidad Estatal de Pensilvania y "The American Chestnut Foundation" (la Fundación americana de la castaña) dedicada al desarrollo de un castaño resistente a la enfermedad del cancro con vistas a la reintroducción de esta especie en los bosques de América.
- Children's Garden (Jardín de los niños) El diseño conceptual para el jardín de los niños se terminó en 2010. El 9 de enero de 2012, la Universidad anunció que un regalo de Edward R. y Helen S. Hintz financiará la construcción de esta instalación, y un regalo de Charles H. 'Skip' Smith creará un fondo para mantener el jardín y desarrollar su programas educativos.
- Air Quality Learning and Demonstration Center (Centro de Demostración y aprendizaje de la calidad del aire) - Centro de enseñanza al aire libre sobre vigilancia de la contaminación del aire en "Happy Valley".
- Arboretum Ecological Restoration Group (Grupo de restauración ecológica del arboreto)- Los voluntarios que han sido entrenados para reconocer y eliminar plantas invasoras, no nativas para restaurar áreas naturales en el Arboretum
- Bellefonte Central Rail Trail (Sendero Bellefonte Central Rail) - sendero de piedra caliza (aproximadamente una milla) que se inauguró oficialmente en 2006 y actualmente se está ampliando otro tercio de milla.